# Rhaphidophora sonlaensis
Rhaphidophora sonlaensis — вид квіткових рослин із родини Araceae, роду Rhaphidophora. Це ліана, рідним ареалом якої є В'єтнам.